# Arrondissement Issoudun
Das Arrondissement Issoudun ist eine Verwaltungseinheit des französischen Départements Indre innerhalb der Region Centre-Val de Loire. Verwaltungssitz (Unterpräfektur) ist Issoudun.
Im Arrondissement liegen fünf Wahlkreise (Kantone) und 49 Gemeinden.

## Wahlkreise
- Kanton Ardentes (mit drei von zwölf Gemeinden)
- Kanton Issoudun
- Kanton La Châtre (mit acht von 34 Gemeinden)
- Kanton Levroux (mit 22 von 35 Gemeinden)
- Kanton Valençay (mit zehn von 29 Gemeinden)

## Gemeinden
Die Gemeinden des Arrondissements Issoudun sind:
| 1. Aize (36002)                         | 2. Ambrault (36003)                   | 3. Anjouin (36004)            | 4. Bagneux (36011)                |
| 5. Bommiers (36019)                     | 6. Brives (36027)                     | 7. Buxeuil (36029)            | 8. Chabris (36034)                |
| 9. Chouday (36052)                      | 10. Condé (36059)                     | 11. Diou (36065)              | 12. Dun-le-Poëlier (36068)        |
| 13. Fontenay (36075)                    | 14. Giroux (36083)                    | 15. Guilly (36085)            | 16. Issoudun (36088)              |
| 17. La Champenoise (36037)              | 18. La Chapelle-Saint-Laurian (36041) | 19. Les Bordes (36021)        | 20. Liniez (36097)                |
| 21. Lizeray (36098)                     | 22. Luçay-le-Libre (36102)            | 23. Menetou-sur-Nahon (36115) | 24. Ménétréols-sous-Vatan (36116) |
| 25. Meunet-Planches (36121)             | 26. Meunet-sur-Vatan (36122)          | 27. Migny (36125)             | 28. Neuvy-Pailloux (36140)        |
| 29. Orville (36147)                     | 30. Paudy (36152)                     | 31. Poulaines (36162)         | 32. Pruniers (36169)              |
| 33. Reboursin (36170)                   | 34. Reuilly (36171)                   | 35. Saint-Aoustrille (36179)  | 36. Saint-Aubin (36181)           |
| 37. Saint-Christophe-en-Bazelle (36185) | 38. Sainte-Fauste (36190)             | 39. Sainte-Lizaigne (36199)   | 40. Saint-Florentin (36191)       |
| 41. Saint-Georges-sur-Arnon (36195)     | 42. Saint-Pierre-de-Jards (36205)     | 43. Saint-Valentin (36209)    | 44. Ségry (36215)                 |
| 45. Sembleçay (36217)                   | 46. Thizay (36222)                    | 47. Val-Fouzon (36229)        | 48. Vatan (36230)                 |
| 49. Vouillon (36248)                    |                                       |                               |                                   |

## Ehemalige Gemeinden seit der landesweiten Neuordnung der Kantone
bis 2015: Parpeçay, Sainte-Cécile, Varennes-sur-Fouzon